# Betzenweiler
Betzenweiler település Németországban, azon belül Baden-Württembergben. Lakosainak száma 753 fő (2023. december 31.).

## Népesség
A település népessége az elmúlt években az alábbi módon változott:
| Lakosok száma | 644  | 759  | 770  | 761  | 776  | 753  |
|               | 1975 | 2017 | 2019 | 2021 | 2022 | 2023 |